# Đỗ Chu (nhà văn)
Đỗ Chu (Chu Bá Bình) là một nhà văn Việt Nam nổi tiếng thuộc thế hệ các tác giả trưởng thành từ cuộc kháng chiến chống Mỹ. Ông đã được tặng Giải thưởng Nhà nước về Văn học Nghệ thuật năm 2001 và Giải thưởng Hồ Chí Minh về Văn học Nghệ thuật năm 2012.

## Tiểu sử
Nhà văn Đỗ Chu tên thật là Chu Bá Bình, sinh ngày 5 tháng 2 năm 1944 tại xã Quảng Minh, huyện Việt Yên, tỉnh Bắc Giang. Ông học cấp III trường Hàn Thuyên (Bắc Ninh) đầu những năm 1960. Lúc đó Đỗ Chu đã có bài Ao làng in trên Tạp chí Văn nghệ Quân đội. Ông đã học qua trường bồi dưỡng viết văn Hội Nhà văn Việt Nam khóa II (1965). Vào năm 1966, Bộ Tư lệnh Phòng không Không quân tổ chức trại viết các gương điển hình trong chiến đấu chống Mỹ. Đỗ Chu được giao phụ trách trại, viết về liệt sĩ Phan Đăng Cát rồi anh viết truyện ngắn Phù sa, làm cuốn sách cùng tên. Trước đó anh có 3 truyện đã in chung cùng hai tên tác giả khác: Trúc Hà, Văn Ngữ trong tập Hương cỏ mật.
Ông từng là lính cao xạ thuộc quân chủng Phòng không - Không quân những năm chống Mỹ. Viết truyện ngắn từ khi còn là học sinh trường phổ thông trung học Hàn Thuyên (Bắc Ninh). Hai mươi tuổi đã được nhiều người biết đến với các truyện ngắn nổi tiếng đương thời như: Thung lũng cò, Hương cỏ mật, Chiến sĩ quân bưu... Năm 1975 ông chuyển ngành sang công tác tại Hội Nhà văn Việt Nam. Giống các nhà văn Chu Lai, Nguyễn Văn Linh...ông đã sống và viết nhiều trong quân ngũ.. Đỗ Chu từng là Trưởng ban Nhà văn Trẻ khóa VI.
Vào những năm tháng chiến tranh các khóa đào tạo người viết trẻ, các trại sáng tác văn học do Hội Nhà văn Việt Nam, Tổng cục chính trị chủ trì mở ra liên tục. Trong giờ lên lớp, các nhà nghiên cứu ngôn ngữ, các nhà văn đàn anh thường lấy truyện ngắn của Đỗ Chu làm dẫn chứng về cách thức cấu tứ, vận dụng tu từ, cách tạo chi tiết... Song ngay từ dạo ấy, bạn đọc cũng như học viên, trại viên của các lớp, các trại này đều thấy rõ một điểm nổi trội nhất trong các truyện của anh: ngòi bút Đỗ Chu luôn hướng về việc ca ngợi con người, những phẩm giá tốt đẹp trong quan hệ giữa con người với con người nói riêng. Đó là nét hiện thực cơ bản, tạo nên sức mạnh tinh thần của người dân miền Bắc trong thời kỳ vừa dựng xây Chủ nghĩa xã hội vừa chiến đấu, tích cực chi viện sức người sức của cho chiến trường miền Nam.
Đọc truyện ngắn của Đỗ Chu, người đọc thấy thêm yêu cuộc đời, yêu đồng bào, đồng chí của mình và tình yêu ấy đã giúp họ vượt qua biết bao thử thách, khó khăn. Cùng với các sáng tác văn học khác như thơ của Phạm Tiến Duật, Bằng Việt, Lưu Quang Vũ..., các ca khúc trữ tình của Huy Du, Huy Thục, Doãn Nho, Vũ Trọng Hối, Nguyễn Đức Toàn, Xuân Hồng, Phạm Minh Tuấn..., các vở kịch, các bộ phim cùng thời, truyện ngắn của Đỗ Chu không chỉ động viên đồng bào chiến sĩ vào những năm tháng chiến tranh, mà còn lưu giữ mãi giá trị của việc phản ánh tình người, tinh thần cao thượng và sức hy sinh chịu đựng của cả dân tộc ở một khúc ngoặt lịch sử.
Ông là nhà văn thành công trong thể loại truyện ngắn và bút ký văn học với những tác phẩm đã đi vào lòng bạn đọc nhiều thế hệ. Phần lớn tác phẩm của ông đều lấy đề tài từ các làng quê, đạo lý của con người và phong tục tập quán dân tộc...Về mảng tuỳ bút ở Việt Nam, tài năng của ông được đánh giá là chỉ sau Nguyễn Tuân.

## Tác phẩm chính

### Truyện ngắn:
- Hương cỏ mật (1963)
- Phù sa (1967)
- Gió qua thung lũng (1971)
- Tháng Hai (1979)
- Trung du (1985)
- Mảnh vườn xưa hoang vắng (1989)
- Một loài chim trên sóng (2002)
- Đỗ Chu – Truyện ngắn tuyển tập (2003)
- Tản mạn trước đèn (2004)
- Chuyện mùa hạ (2010)

### Tùy bút:
- Vòm trời quen thuộc (1969)
- Những chân trời của các anh (1980)
- Thăm thẳm bóng người (2008)
- Chén rượu gạn đáy vò (2014)

Nguồn:

## Quan điểm
Những lời khen của các bậc đi trước là nguồn động viên rất quý, nhưng bản thân chuyện đó trước sau vẫn chỉ là động viên mà thôi. Các nhà văn, người cầm bút trở thành vững chãi đều phải qua một giai đoạn dài từng trải, vừa học hỏi vừa sáng tạo một cách công phu, ai tính chuyện đi tắt, mưu mẹo vặt, toan bỏ qua chuyện đó thì trước sau gì đều cũng sẽ lụi. Cụ Đỗ Phủ đời Đường từng nói: "Vinh hoa địch huân nghiệp/ Tuế mộ hữu nghiêm sương" có nghĩa rằng, anh hưởng cái vinh hoa quá đáng so với những công lao đóng góp thì rồi ra về già ắt sẽ phải chịu nhiều sương giá.
"Viết nhiều là quý nhưng phải hay. Viết nhiều mà không hay thì thà viết ít, thậm chí đừng viết nữa. Dấu hiệu của tài năng còn là ở chỗ tự biết mình đến lúc nào không hay thì thà viết ít, thậm chí đừng viết nữa. Biết điều thì xin vào ngồi ở một tòa soạn, một nhà xuất bản nào đó, kiếm lấy một cái ghế để yên thân"
Đỗ Chu nói: Làm báo là phải cập nhật, viết văn thì phải dài dài... phần lớn người viết văn bây giờ phải viết báo cho nên gì thì gì nhớ là khi ra sách phải có văn chương, không thì vứt...".
"Phải mất hàng năm, không thể không đọc một nhà văn như ông (Tô Hoài) này. Đấy là nhà chép sử biên niên nước nhà, kể từ tiền khởi nghĩa, có sức vóc "cử đỉnh" trong văn học Việt Nam thế kỷ hai mươi. Người ta hay nhắc đến những trang viết miền núi của Tô Hoài, tất nhiên là hay, nhưng thực ra phần chính yếu của ông là viết về Hà Nội trước và sau Cách mạng Tháng Tám. Giữa các cụ xuất chúng ông già này cứ lầm rầm đi, lầm rầm làm việc nhưng sẽ là người về sau cùng, trên vai là một gánh sách có ý nghĩa tập đại thành...Nhiều anh thích ầm ĩ quá, trong khi sự tự vượt mình chỉ có thể làm được trong im lặng sống và sáng tạo".
"Nguyễn Huy Thiệp, Bảo Ninh, Vàng Anh, Nguyễn Quang Lập, Nguyễn Ngọc Tư... và rất nhiều người nữa đều đã có những đóng góp đáng kể, tôi hy vọng sự chững lại của họ mấy năm gần đây chỉ là một sự chuẩn bị kỹ lưỡng hơn để có những bước vạm vỡ trong thời gian tới".
Chẳng qua đời mỗi chúng ta cũng giống như con chim gì đang nhảy nhót chấp chới trên ngọn sóng. Chỉ có ai lênh đênh ngoài khơi thì mới gặp loài chim ấy. Chẳng hiểu chúng đậu vào đâu mà sống nổi, và nhờ đâu chúng vẫn cất tiếng hót giữa trùng trùng sóng gió. Kiếp người tưởng vậy mà nào có khác nhau là bao. Tôi vẫn thấy có tiếng hát của em, tiếng gọi của chị trong mỗi ngày sống của mình. (Một loài chim trên sóng).

## Đánh giá
"Đỗ Chu giống như cây quế trong rừng, ai dám bảo cây quế không quý" (Đỗ Chu như cây quế, thơm từ vỏ thơm vào) (Nhận xét của Nguyễn Minh Châu về đặc trưng của văn Đỗ Chu thời trẻ) 

## Vinh danh
- Giải thưởng Nhà nước về Văn học Nghệ thuật năm 2001.
- Giải thưởng Hồ Chí Minh về Văn học Nghệ thuật năm 2012.

### Giải thưởng văn học
- Giải thưởng cuộc thi truyện ngắn của tạp chí Văn nghệ quân đội năm 1963.
- Giải thưởng Hội Nhà văn Việt Nam năm 2002.
- Giải thưởng ASEAN 2004.
- Giải thưởng Hội Nhà văn Việt Nam năm 2005.

Nguồn: